# استان کوئنکا
کوئنکا (Cuenca) استانی در مرکز اسپانیا، در بخش خودمختار کاستیل-لامانچا است. 
این استان هم‌مرز با استان‌های بالنسیا، آلباسته، سیوداد رئال، تولدو، مادرید، گوادالاخارا و تروئل است.
مرکز استان شهر کوئنکا است. 
۲۱۱٬۳۷۵ نفر (۲۰۷) در سیوداد رئال زندگی می‌کنند که از این میان یک چهارم در شهر کوئنکا ساکن هستند. 
این استان ۱۷٫۱۴۱ کیلومتر مربع مساحت دارد و دارای ۲۳۸ دهستان است.

## گالری

مهر استان
مهر شهر